# Kloster Peterlingen

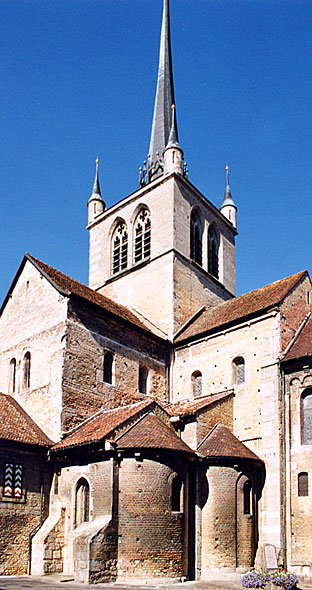
Abteikirche aus dem 11. Jahrhundert

Das Kloster Peterlingen ist ein ehemaliges Cluniazenserkloster in Payerne (deutsch: Peterlingen), Kanton Waadt, Schweiz. Die Abteikirche ist das grösste erhaltene romanische Gotteshaus der Schweiz.

## Geschichte

### Gründung
Das Kloster Peterlingen, gelegen im Königreich Hochburgund, wurde wahrscheinlich um 962 von Kaiserin Adelheid als Memoriastätte (Memorialwesen) auf der Grablege ihrer Mutter Königin Berta von Burgund gegründet. Diese initiierte die Klostergründung insofern mit, als sie die Kirche von Peterlingen für ihre Grablege mit Gütern und Schenkungen ausstatten liess.
Es wurde 962 als eines der ersten Tochterklöster der Reformabtei Cluny angegliedert. Es wurde durch die Könige von Burgund und die deutschen Kaiser reich beschenkt und hatte ausgedehnten Grundbesitz entlang des Jurafusses, im Genferseegebiet, im Seeland und auch im Elsass. Am 2. Februar 1033 wurde Konrad II. in Peterlingen zum König von Burgund gekrönt.

### Niedergang
Im 13. Jahrhundert gelangte Peterlingen unter den Einfluss der Herzöge von Savoyen. Im 14. Jahrhundert begann der allmähliche Niedergang des Priorats, der auch nicht aufgehalten werden konnte, als der Gegenpapst Felix V. Payerne 1444 zur Abtei erhob. Während der Burgunderkriege war Payerne mit den Bernern verbündet und blieb daher von den Eidgenossen verschont.

### Berner Herrschaft
Mit der Eroberung der Waadt im Jahr 1536 kam Peterlingen unter Berner Herrschaft, und im Zuge der Reformation, die durch die Berner im Waadtland eingeführt wurde, mussten die Mönche 1536 das Kloster verlassen. Die klösterlichen Besitzungen wurden durch Bern als Landvogtei verwaltet. Teile der Konventsgebäude wurden abgerissen bzw. umgenutzt.

## Abteikirche

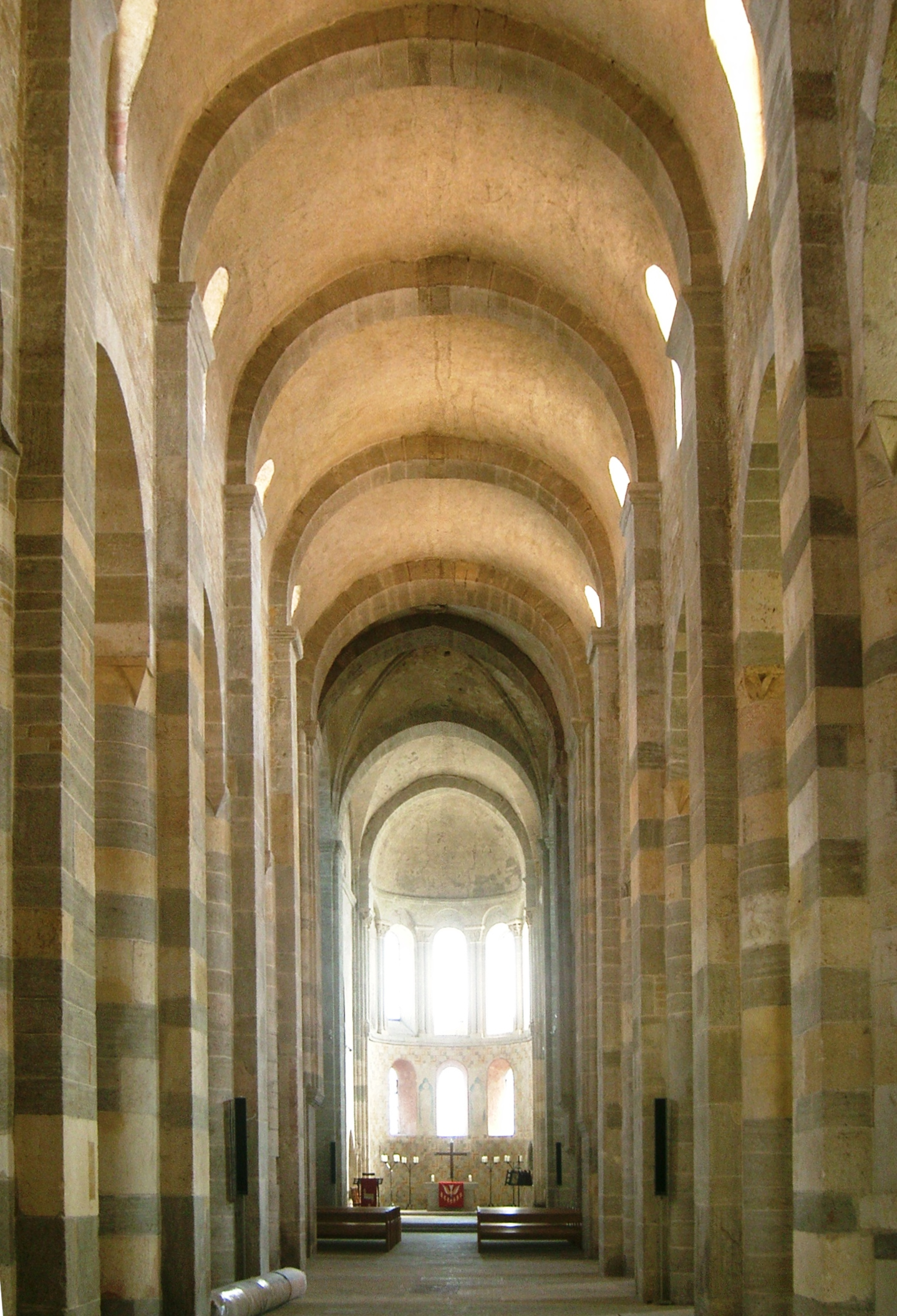
Innenansicht der Abteikirche

### Baugeschichte
Die ehemalige Abteikirche Notre-Dame ist ein typisches Beispiel der cluniazensischen Architektur und eine der bedeutendsten Kirchenbauten der romanischen Epoche in der Schweiz. Der heutige Bau wurde im 11. Jahrhundert auf Veranlassung des Abtes Odilo von Cluny an der Stelle der früheren Kirche aus dem 10. Jahrhundert begonnen, in Anlehnung an die zweite Abteikirche von Cluny. Teile des Vorgängerbaus, darunter die archaischen Kapitelle, wurden in die neue Kirche miteinbezogen.

### Baustil
Die Pfeilerbasilika zeigt ein dreischiffiges Langhaus mit sieben Jochen, ein Querschiff mit Vierungsturm und eine halbrunde Apsis. Einen besonderen Eindruck verleiht die wechselnde Färbung der verwendeten Quadersteine an den Pfeilern und Gewölberippen. Im Westen schliesst das Langhaus in einem bollwerkartigen Massivbau ab, der die Vorhalle (mit Fresken vom Jüngsten Gericht aus dem 13. Jahrhundert) und im Obergeschoss die Michaelskapelle enthält. Sein hohes Walmdach wurde im 15. Jahrhundert errichtet.
Im Osten befindet sich ein Staffelchor mit vier Nebenchören. Die Auferstehungskapelle im ersten nördlichen Nebenchor ist mit Wandmalereien aus dem 13. Jahrhundert verziert (Verkündigung, Geburt Christi, Gebet am Ölberg und Himmelfahrt). Die Graillykapelle im zweiten südlichen Nebenchor liess der Generalvikar Jean de Grailly 1454 im gotischen Stil umbauen. Der Vierungsturm wurde nach einem Brand im 16. Jahrhundert in gotischen Stilformen wiederaufgebaut.
Die Basilika ist insgesamt 67 m lang. Die Höhe des Mittelschiffs liegt zwischen 14 und 15,2 m, die Höhe des Chors 16,8 m und die Höhe bis zur Turmspitze beträgt 63,4 m.

### Entwicklung nach der Reformation
Nach der Reformation wurde die Abteikirche profaniert und diente im 17. Jahrhundert als Glockengiesserei, im 18. Jahrhundert, nachdem Zwischenböden eingezogen worden waren, als Kornspeicher und später auch als Gefängnis und Kaserne. Seit 1926 nahm man eine sorgfältige Restaurierung vor, weshalb die Kirche heute wieder ein Baudenkmal von europäischer Bedeutung ist.
In den übriggebliebenen romanischen Bauten der Abtei befindet sich seit 1869 ein Museum. Von den ehemaligen Konventsgebäuden südlich der Abteikirche ist nur der zu Beginn des 16. Jahrhunderts neu erbaute Kapitelsaal erhalten.

### Renovierung 2007–2020
Von 2007 an wurde die Abteikirche gründlich renoviert. Nach Auffassung der Fachleute befand sich das Gebäude in einem kritischen Zustand und drohte einzustürzen. An den Renovationsarbeiten beteiligten sich über tausend Handwerker aus hundert Unternehmen der Region. Die romanischen Ornamente an den Fassaden konnten dank einem Laserstrahlverfahren wieder zum Vorschein geholt werden, ohne dass Steine  beschädigt wurden. Die Dächer, ein Teil der Gewölbe und die Malereien im Innern der Kirche wurden ebenfalls restauriert. In Zusammenhang mit dem Renovierungsprogramm wurde der Marktplatz von Payerne neu gestaltet. Für Besucher wurde eine neue interaktive Entdeckungstour entwickelt, die im Eintrittspreis enthalten ist – die Kirche ist seitdem nicht mehr frei zugänglich. Die Hauptlasten der Renovationskosten in Höhe von 20 Millionen Franken trug die Stadt Payerne. Die Kirche wurde am 11. Juli 2020 wiedereröffnet.

## Orgel
Seit 1999 steht in der Abteikirche eine speziell für den Raum konzipierte Orgel von Jürgen Ahrend, die nach italienischen Vorbildern in einer Kopie des Gehäuses von Lorenzo da Prato zu San Petronio Bologna gebaut ist. Zuvor, von 1981 bis 1996, gab es ein aus Taizé hierher transferiertes Instrument desselben Orgelbauers, dieses befindet sich inzwischen in der Kathedrale von Lyon.

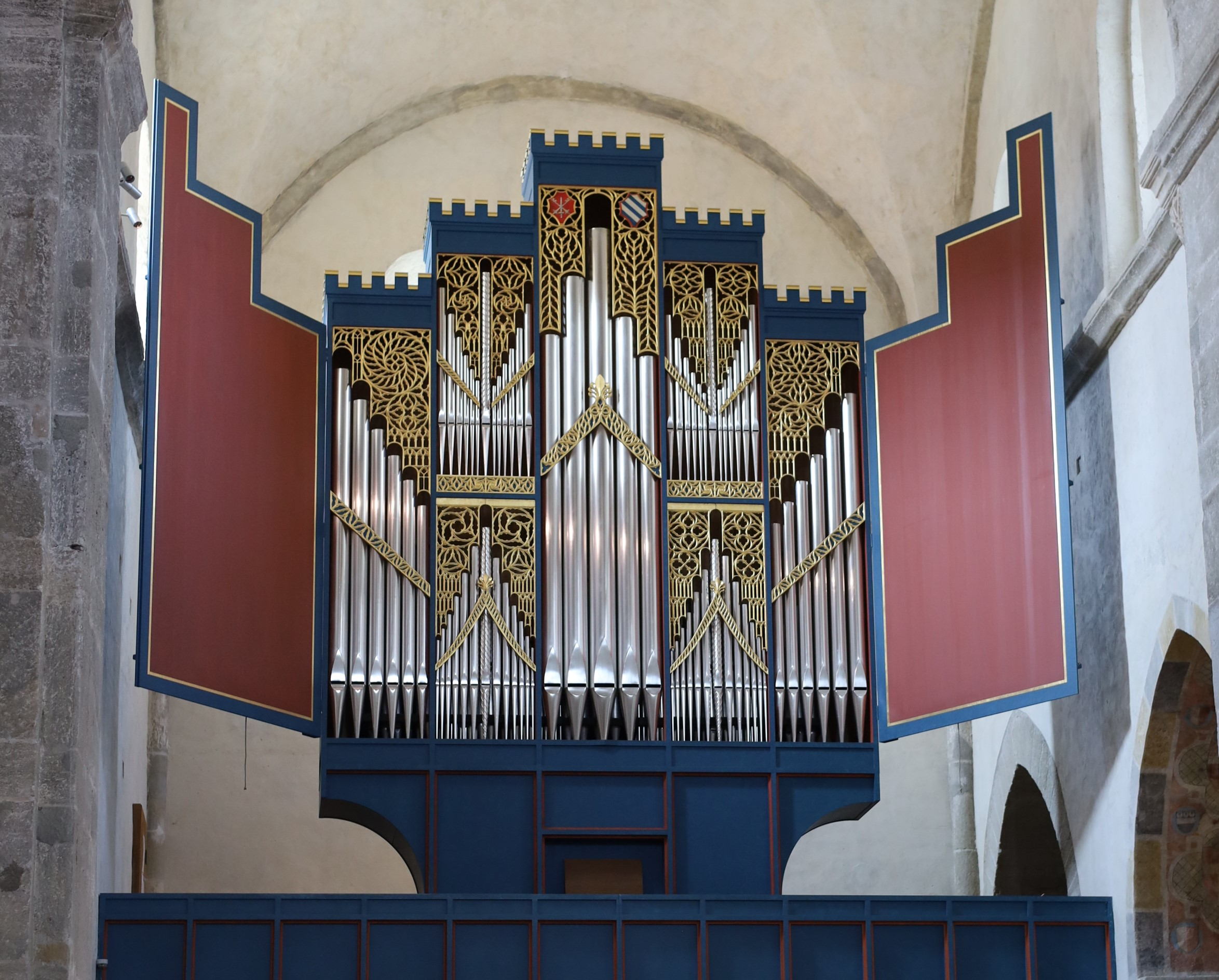
Orgel

Disposition
| I Grand Orgue C–d3 |       |
| Principal          | 8′    |
| Bourdon            | 8′    |
| Prestant           | 4′    |
| Flûte              | 4′    |
| Nazard             | 2 ⁄3′ |
| Octave             | 2′    |
| Larigot            | 1 ⁄3′ |
| Cornetto V         | 8′    |
| Fourniture III     | 2′    |
| Cymbale II         | 1′    |
| Trompette          | 8′    |

| II Positif C–d3 |    |
| Bourdon         | 8′ |
| Suavial         | 8′ |
| Prestant        | 4′ |
| Flûte douce     | 4′ |
| Quinte          | 3′ |
| Doublette       | 2′ |
| Voix humaine    | 8′ |

| Pédale C–d1    |     |
| Contrebasse    | 16′ |
| Principal-Bass | 8′  |
| Octav-Bass     | 4′  |
| Bombarde       | 16′ |

## Glocken
Die drei Kirchenglocken der Abteikirche und die Glocke der benachbarten reformierten Pfarrkirche Notre-Dame bilden zusammen ein gemeinsames vierstimmiges Glockengeläut.
| Glocke | Giesser                    | Gussjahr | Durchmesser | Schlagton | Hängeort    |
| ------ | -------------------------- | -------- | ----------- | --------- | ----------- |
| 1      | Pierre Guillet, Romont     | 1603     | 1700 mm     | H°        | Abteikirche |
| 2      | Franz Sermund, Bormio/Bern | 1577     | 1350 mm     | d′        | Abteikirche |
| 3      | unbekannt                  | 1510     |             | fis′      | Pfarrkirche |
| 4      | Franz Sermund, Bormio/Bern | 1577     | 700 mm      | h′        | Abteikirche |